# Brunfelsia membranacea
Brunfelsia membranacea là một loài thực vật thuộc họ Solanaceae. Đây là loài đặc hữu của Jamaica.